# Bojowy wóz rozpoznawczy

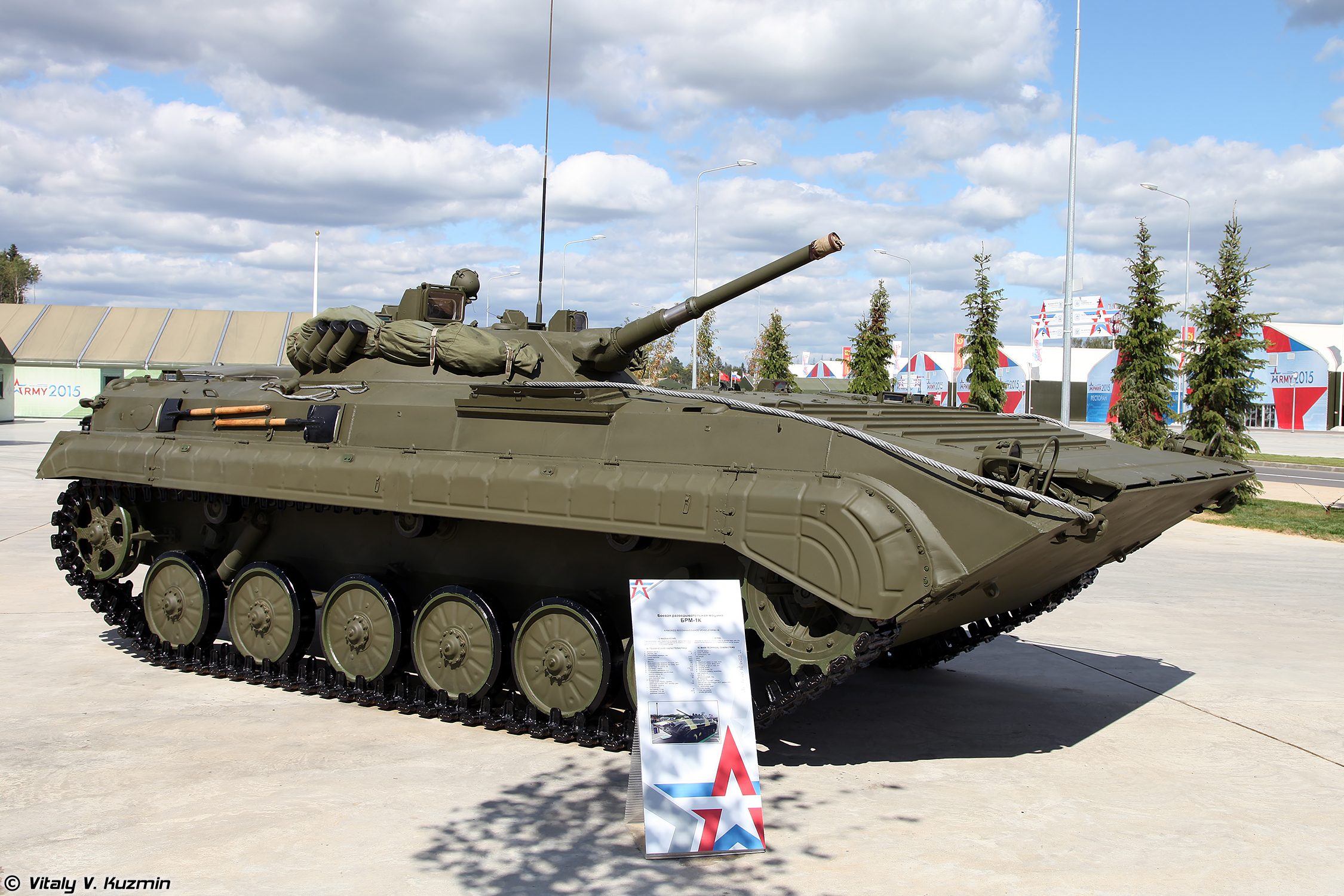
Gąsienicowy bojowy wóz rozpoznawczy BRM-1K

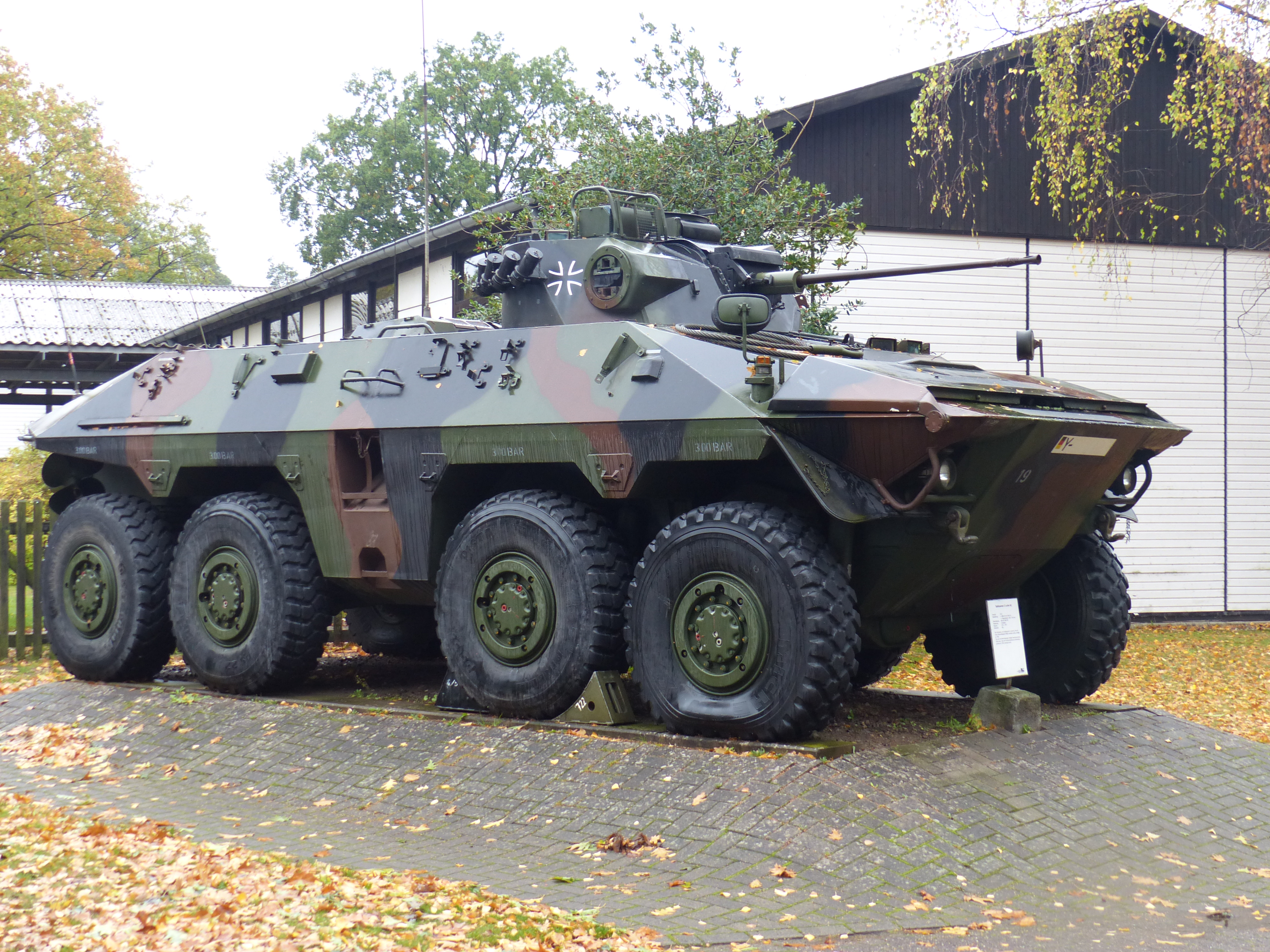
Kołowy bojowy wóz rozpoznawczy Luchs

Bojowy wóz rozpoznawczy (BWR) – wyspecjalizowany wóz bojowy, przeznaczony do prowadzenia rozpoznania i wyposażony w środki techniczne służące do tego celu (np. dalmierz laserowy, termowizor, radar naziemny, głowice optoelektroniczne, detektory promieniowania i skażeń). 
BWR-y zaczęły się wyodrębniać jako odrębna klasa w latach 70., wraz z rozwojem środków technicznych służących do prowadzenia rozpoznania i w znacznym stopniu wyparły służące dotąd do tego celu samochody pancerne, czołgi lekkie i transportery opancerzone (należy jednak zauważyć, że klasyfikacja poszczególnych pojazdów bywa nieprecyzyjna). BWR-y bywają zwykle gąsienicowe (BWR-1K, M3 Devers), zazwyczaj będące pochodnymi wersjami bojowych wozów piechoty. Rzadziej stosowane są kołowe BWR-y (Fennek), klasyfikowane także jako opancerzone samochody rozpoznawcze. Niektóre BWR-y mogą przewozić zwiadowców.
Wojsko Polskie używa aktualnie niewielkiej liczby gąsienicowych bojowych wozów rozpoznawczych BWR-1K lub BWR-1D (radziecki typ BRM-1K) i BWR-1S (czechosłowacki typ BPzV).
Przykłady bojowych wozów rozpoznawczych:
- BRM-1K
- BPzV
- M3 Devers
- Fennek
- Boxer CRV
- EBRC Jaguar